# Pàvel Krilov
Pàvel Krilov   (Tver, 19 de febrer de 1885 - Moscou, 21 d'abril de 1935), nom complet amb patronímic Pàvel Dmítrievitx Krilov, rus: Павел Дмитриевич Крылов, fou un compositor rus del segle xx.
Feu els estudis en el Conservatori de Moscou, i assolí en acabar-los la medalla d'or. S'assenyalà com a compositor d'altura amb l'òpera Die Fontäne von Bachtschissarai, inspirada en un poema de Puixkin; una Simfonia; el poema simfònic Der Frühling; un Quartet per a instrument d'arc; tres Sonates per a piano i diversos cors a cappella.
El 1926 fou nomenat professor del Conservatori de Moscou.